# Mario Pardo
Mario Pardo Rodríguez (Berga, Barcelona, 16 de abril de 1944) es un actor español.

## Biografía
Su carrera artística se inició de forma casual  en el Teatro Español Universitario mientras cursaba estudios de Filosofía y Letras en la Universidad de Salamanca. Su primer montaje fue Los hombres del triciclo de Francisco Arrabal. Al no encontrar protagonista, decide interpretarlo él mismo. La experiencia es tan radical, que poco tiempo después abandona sus estudios y se muda a Madrid. Allí se matricula en la escuela Escuela Oficial de Cinematografía.
En la escuela se pone por primera vez ante las cámaras en múltiples cortometrajes de los estudiantes de dirección. El primero de ellos, es el mediometraje Antoñito vuelve a casa, de Manolo Revuelta. Junto a él debuta también como actor el futuro director Víctor Erice. El mediometraje acabará formando parte de la Filmoteca Española. 

### Primeros años
Debutó en el cine en 1969 con un papel en Del amor y otras soledades, de Basilio Martín Patino, haciendo casi de sí mismo, una especie de cameo. Después llega La decente, de José Luis Sáenz de Heredia. 
En 1970 coprotagoniza junto a Terence Hill la película La cólera del viento. Esta sería la primera de varias colaboraciones con el director Mario Camus. En dicha película, que mezcla cine político y western (aunque localizada en Andalucía), destacan sus habilidades para las escenas de riesgo y acción. 

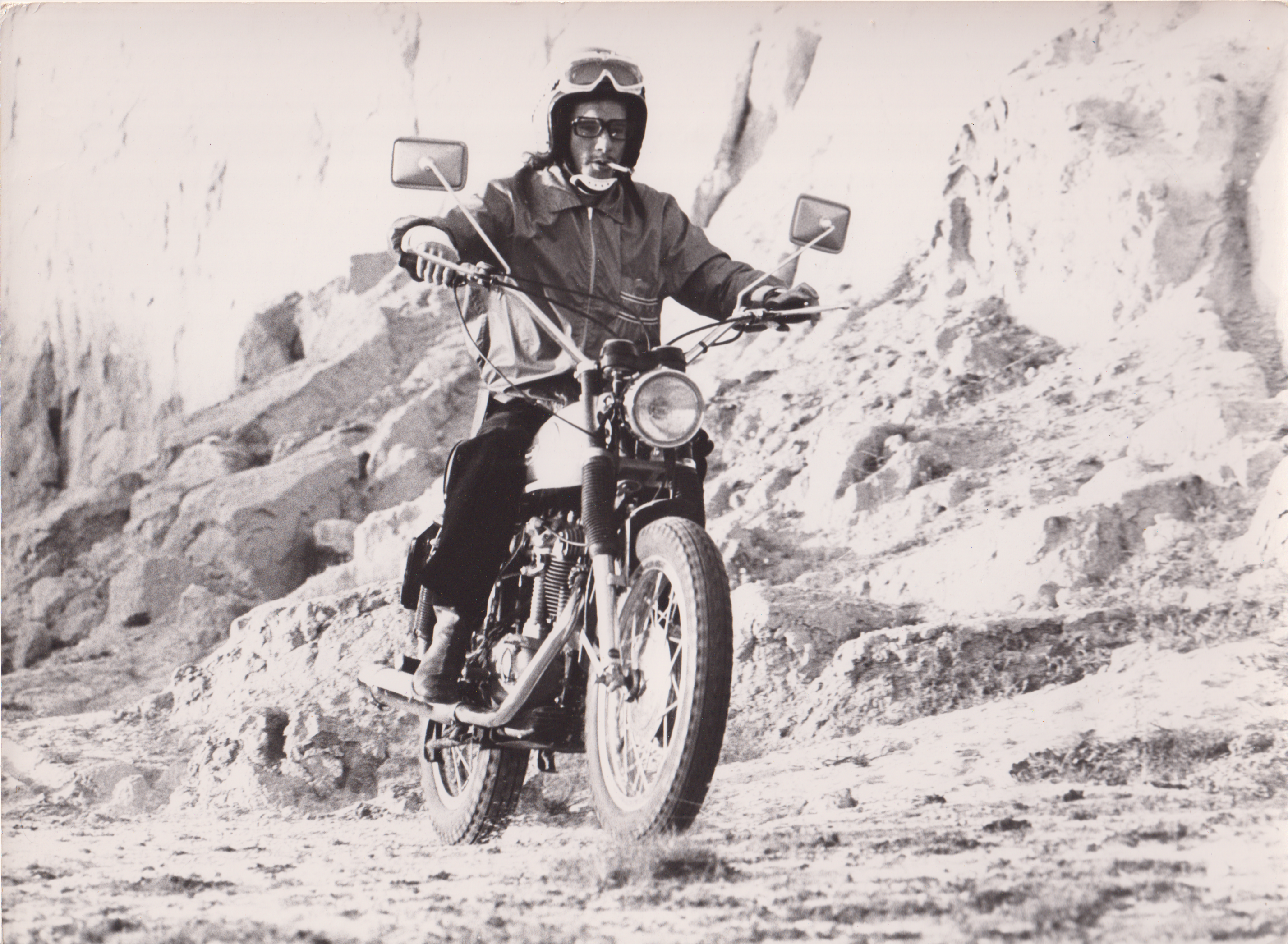
Mario Pardo a finales de los años 70

Al no recibir nuevas ofertas de trabajo, durante un tiempo se dedica a rodar spaguetti-western en Almería, como caballista y figuración. El actor recuerda que "como ya era medianamente conocido en el medio, por pudor profesional, me escondía detrás de lo que fuera para que la cámara no me viera".
Más tarde rodaría El Love Feroz o Cuando los hijos juegan al amor (1973) de José Luis García Sánchez, que supone la primera comedia del nuevo cine español. Después Clara es el precio (1974), de Vicente Aranda, Manuela (1976), de Gonzalo García Pelayo, con quien ya había trabajado en la Escuela de Cine. También repite a las órdenes de Mario Camus en Los días del pasado en 1977.

### Consagración

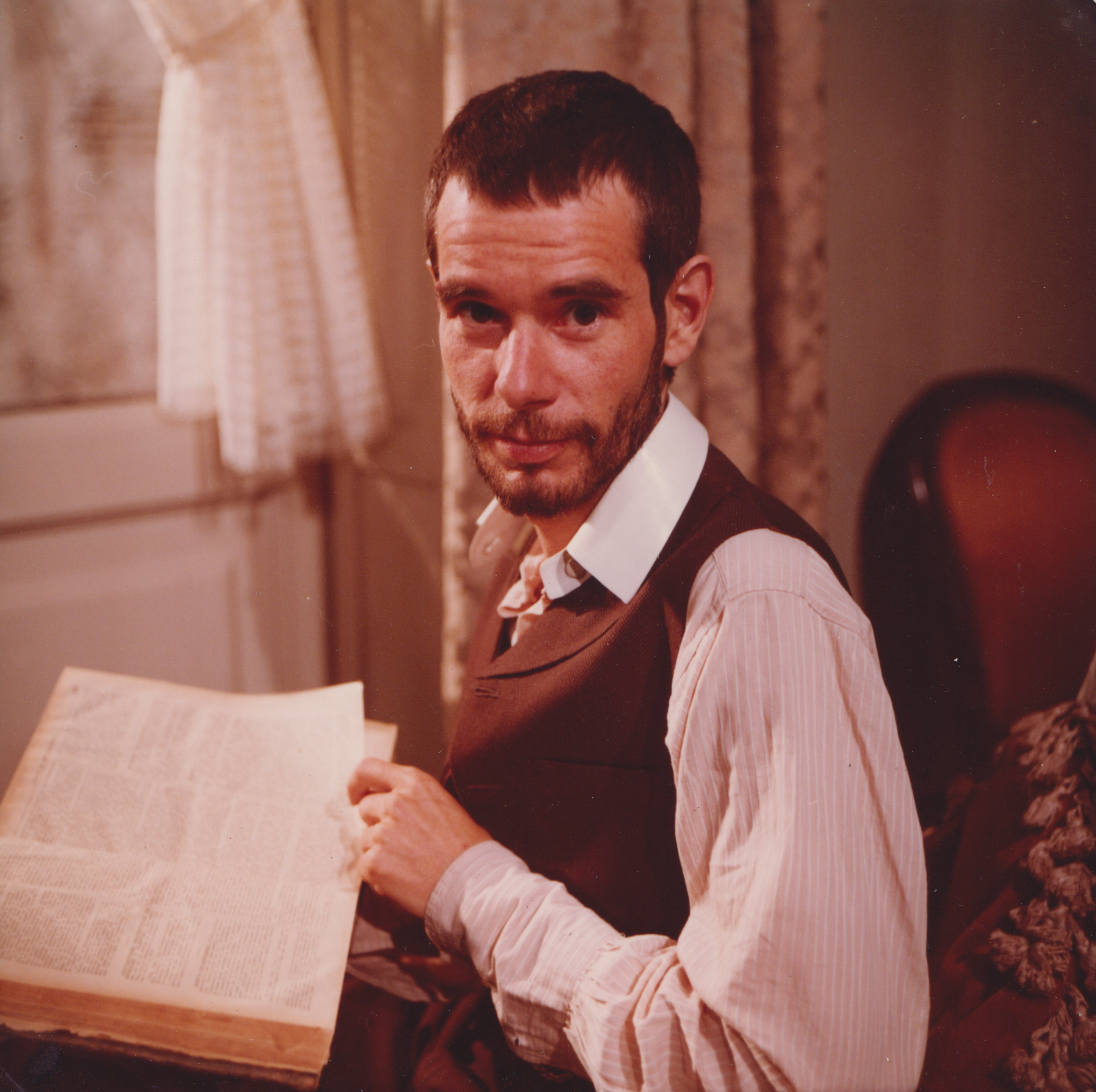
Mario Pardo como Maxi Rubin. (1980)

En televisión fue especialmente celebrada su recreación del romántico personaje Maxi Rubín, y su tormentoso amor por Fortunata (Ana Belén) en la serie Fortunata y Jacinta (1980), también de Mario Camus. La serie, retransmitida por RTVE, cosecha un gran éxito a lo largo de todo el país. Por este trabajo obtiene el premio del diario ABC y Diario Pueblo al mejor actor del año.

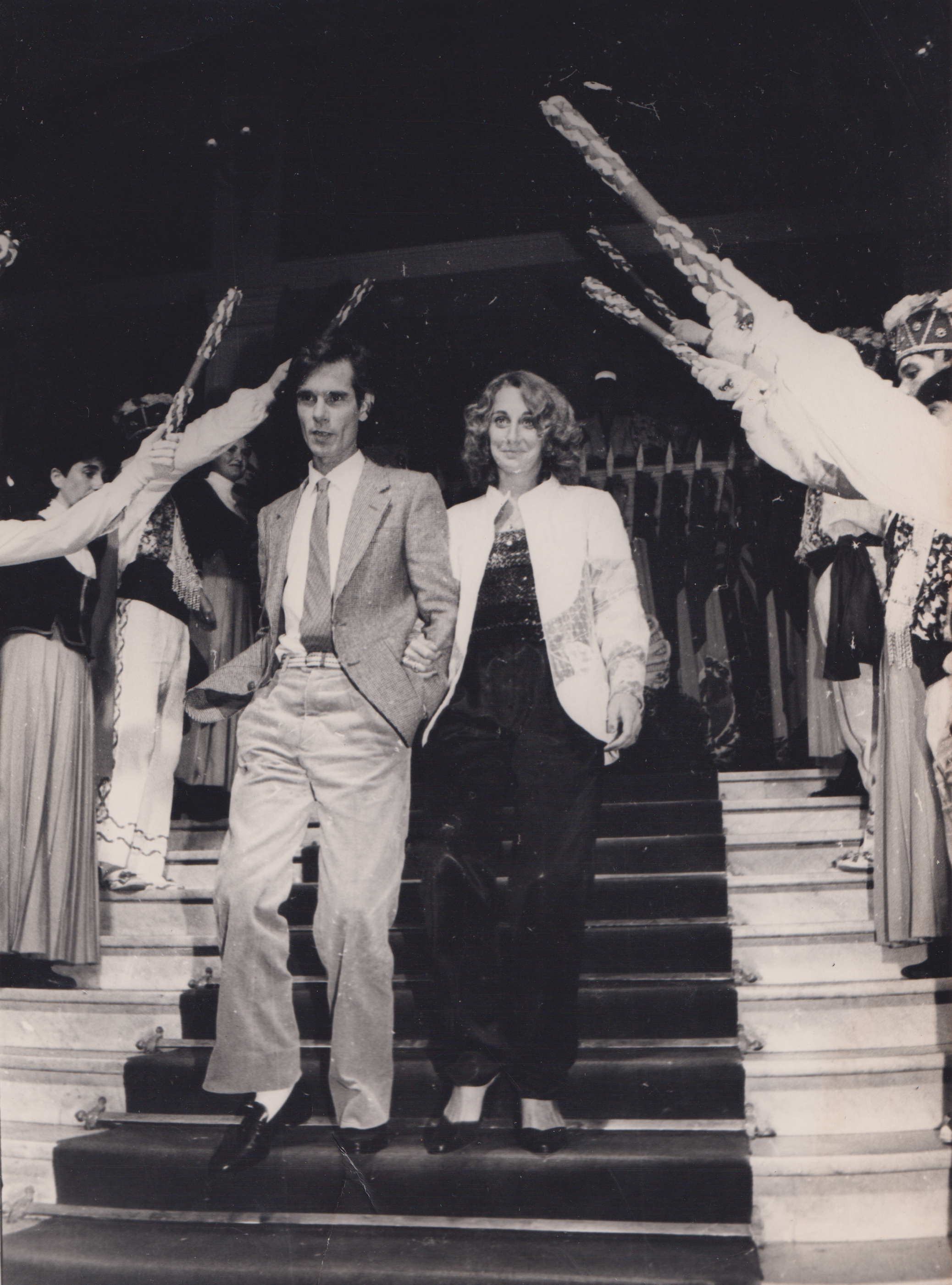
En el Zinemaldi de 1981 por "La fuga de Segovia".

Protagoniza ese mismo año la película Jalea real, una comedia esperpéntica de Carles Mira donde muestra su capacidad para el humor, interpretando a Carlos II "el Hechizado" y sus cómicos esfuerzos por dejar un heredero al trono.
Poco después, también protagonizaría la película La fuga de Segovia (1981). Basada en un hecho real,  será la primera colaboración con el director Imanol Uribe, así como la primera película que realiza en el territorio vasco, donde rodará varias producciones en años posteriores.
También, aparece en la película Vecinos del debutante Alberto Bermejo y seguiría participando en series como Los desastres de la guerra (1983) y El mayorazgo de Labraz (1983). 

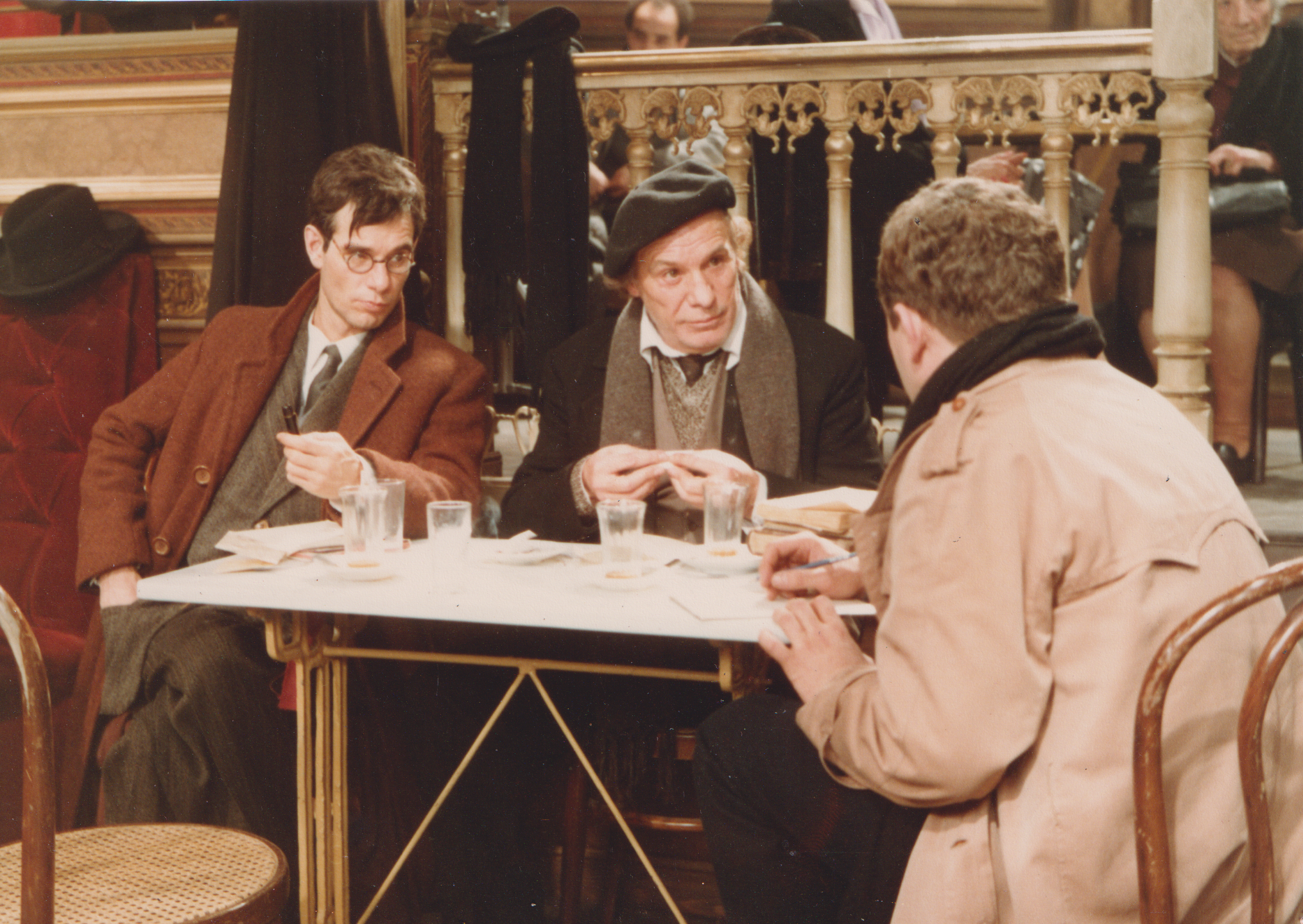
"La Colmena", 1982. De izda a dcha: Mario Pardo, Paco Rabal y Francisco Algora.

Vuelve a colaborar con Mario Camus en el cine con La colmena. Su personaje es el de Rubio Antofagasta, un tertuliano habitual del café La delicia. El actor comenta que "era muy divertido ir al decorado porque, al abrir la puerta, te encontrabas con la misma gente, los mismos contertulios, que en el café de verdad". La película supone un gran éxito de taquilla, gana un oso en la Berlinale y posteriormente es utilizada en clases de lengua y literatura. 
Después llega El hermano bastardo de Dios (1986), de Benito Rabal y la comedia ¡Biba la banda! (1987), de Ricardo Palacios, donde interpreta al malvado teniente Urquiza. La película es durante unos años la más alquilada en los videoclubs. Ese año participa también en la película Kareletik (Por la borda) de Anjel Lertxundi, que gira en torno a los arrantzales (marineros del País Vasco). La película tiene varias escenas en mar abierto. Debido a su “mal de mar” (mareos continuos), en el rodaje le apodan cariñosamente "Mareo Pardo".
Hacia finales de la década de los 80, llegarían participaciones en las series Lorca, muerte de un poeta (1987), donde interpreta a uno de los banderilleros fusilados junto a Lorca, y Pedro I el Cruel (1989).

### Años 90
El comienzo de la década arranca en Estados Unidos, rodando una coproducción en California titulada La pastorela, que dirige Luis Valdez. Se trata de un cuento tradicional navideño, sobre el nacimiento de Cristo y los pastores que viajan para verlo.
Después participa en Don Juan en los infiernos (1992), de Gonzalo Suárez, interpretando a Esganarel, con vestuario a cargo de Yvonne Blake. El personaje es especialmente celebrado por la profesión que deciden votar por él para las nominaciones de los premios Goya. Desgraciadamente, y debido a una confusión de los académicos, unos le votan como protagonista y otros como reparto, no pudiendo finalmente ser nominado.  

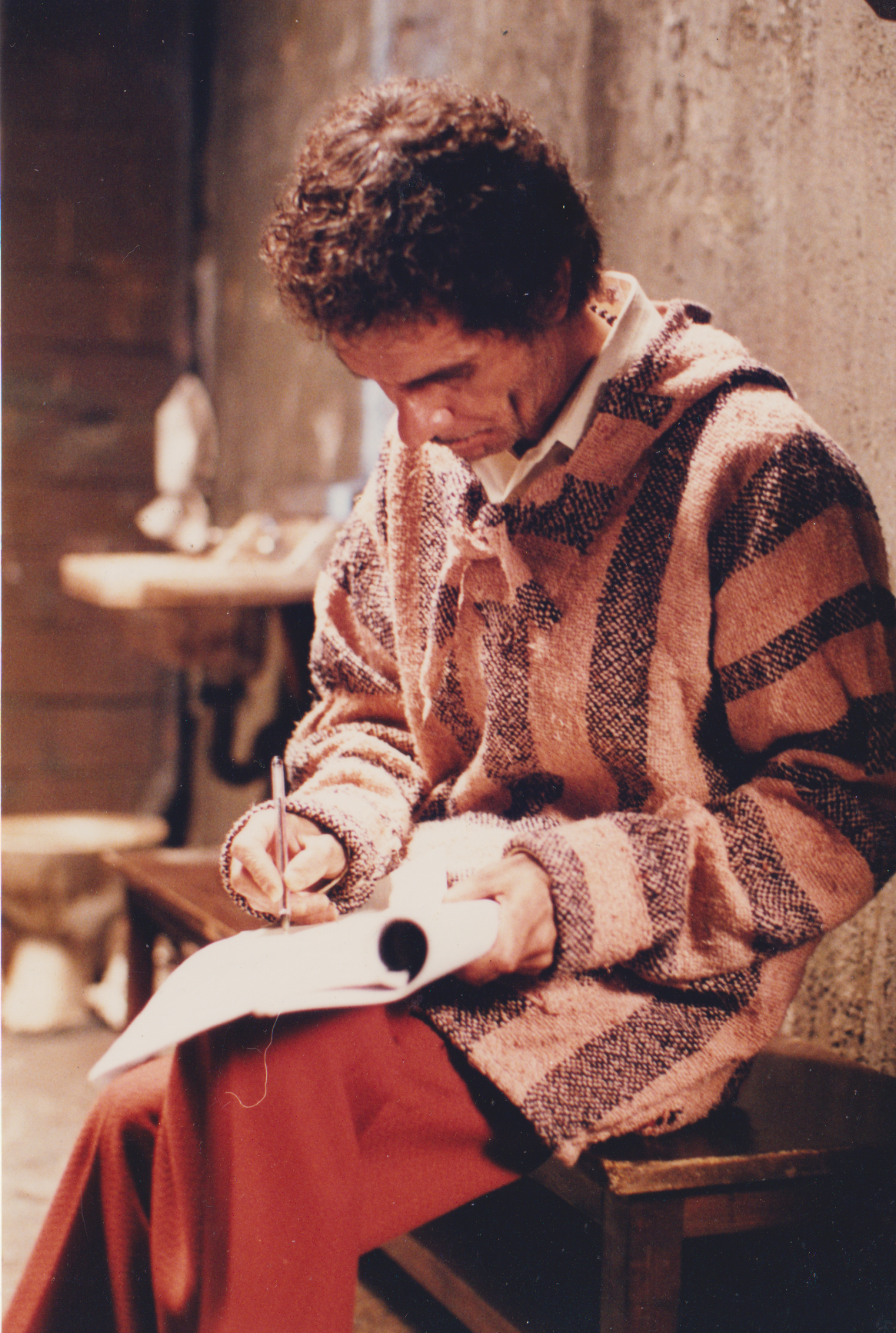
Mario Pardo repasando su guion para la temporada 2 de Makinavaja. (1996)

Otro gran éxito, llega con la película de Makinavaja, el último choriso (1992), de Carlos Suárez. La película refleja, a modo de parodia, el lumpen del barrio chino de Barcelona. Su papel de Mojamé, fue muy celebrado en aquel entonces, y requirió de una caracterización grande. El éxito de la película provocaría una secuela en 1993 Semos peligrosos (uséase Makinavaja 2), así como una serie de 2 temporadas: Makinavaja (1995-1997). La primera temporada es dirigida por Carlos Suárez y la segunda por José Luis Cuerda. Mario Pardo repetiría el personaje tanto en la secuela como en la serie. Varias expresiones utilizadas por los personajes, siguen formando parte del imaginario colectivo. 
Durante este periodo, y como una especie de guiño a Makinavaja, aparece en un episodio de la serie de Antena tres , ¡Ay señor señor!. Allí comparte escena con Andrés Pajares (quien encarnaba a Makinavaja en las películas, y ahora protagonista de ¡Ay señor señor! ), 
y con Jesús Bonilla (quien encarnaba a Popeye, el cómplice de Makinavaja).
Tras finalizar la segunda temporada de Makinavaja, cabe citar el rodaje del cortometraje La Viga, que dirige Roberto Lázaro en 1996. Mario encarna al protagonista, un maestro interesado en el arreglo de una viga de su escuela, en la Soria del Siglo XIX. El cortometraje termina ganando un Goya a mejor cortometraje en 1997.
En esta época se sigue prodigando en series, como la serie infantil Cuéntame un cuento de RTVE. Allí, subidos  en un decorado con forma de tejado, los artistas invitados, contaban un breve cuento para los niños. Otras apariciones en series populares de la época son: Colegio Mayor, Manos a la obra y Menudo es mi padre junto al Fary, y la miniserie El secreto de la porcelana en 1999.
En ese mismo periodo regresa al cine vasco con el largometraje Ione sube al cielo, en papel de reparto, y en papel protagonista con Lo mejor de cada casa (2000). Su interpretación en esta última película, rodada íntegramente en  el parque Casilda Iturrizar de Bilbao, recibe muy buenas críticas, donde interpreta a dos personajes muy diferenciados. Anton Merikaetxebarria, crítico de cine del periódico el correo, le describe como "actor todoterreno".

### Años 2000
En el año 2003, comienza a aparecer de forma regular en las sucesivas temporadas de Cuéntame cómo pasó, una de las series más longevas de la televisión española. Su personaje es el de Lorenzo, primo de Antonio Alcántara.
De nuevo con el cine vasco, participa junto a un buen número de actores en Agujeros en el cielo de Pedro Mari Santos en 2004. Después en 2007, llega un nuevo reto con la película de animación La crisis carnívora, de Pedro Rivero. Se trata de su primer doblaje de dibujos animados. Es un cocodrilo llamado Piensis. La cinta está llena de voces conocidas del cine español, y es la primera película realizada enteramente en técnica flash. 
En series, destaca su papel de Tío Braulio en la serie El síndrome de Ulises en 2008, y en 2010 interpreta a Damián Valdés padre del personaje de María Castro en Tierra de lobos, de Telecinco. Por este papel es nominado a mejor actor de reparto en la XX Edición de los Premios de la Unión de Actores. A principios de año también participó en la miniserie Adolfo Suárez, el presidente, emitida en Antena 3, donde interpretaba al militar Manuel Gutiérrez Mellado.
Jesús Bonilla, quien había interpretado a Popeye en las películas de Makinavaja, dirige en 2011 la película La daga de Rasputín. A modo de reencuentro,  Mario Pardo y Andrés Pajares tienen sendos papeles en la cinta. 
Tras participar en la popular serie La que se avecina, en un papel episódico como el entrañable Carmelo, en 2014 participa en la primera temporada de la serie Sin Identidad, que protagoniza Megan Montaner, para Antena 3. Ese año, también participa en las películas Por un puñado de besos, compartiendo escena con Ana de Armas. 
Posteriormente sigue apareciendo en películas como Cuando dejes de quererme en 2018, y en 2019 aparece en El Hoyo,  de Galder Gaztelu-Urrutia. Se trata de una historia de ciencia ficción, que supone un gran éxito internacional, de crítica y público.

### Actualidad
En 2021 participa en la serie 30 monedas, de Netflix, dirigida por Álex de la Iglesia.
En 2022 aparece en la película En otro lugar. Ese mismo año volvería a interpretar a un personaje de cómic (el anterior fue en  Makinavaja). Se trata de la serie de ciencia ficción y aventuras García, una gran producción de HBO. Su personaje es un inventor llamado Chencho. Es algo así como un cruce entre el Q de James Bond, y el profesor Bacterio de Mortadelo y Filemón.

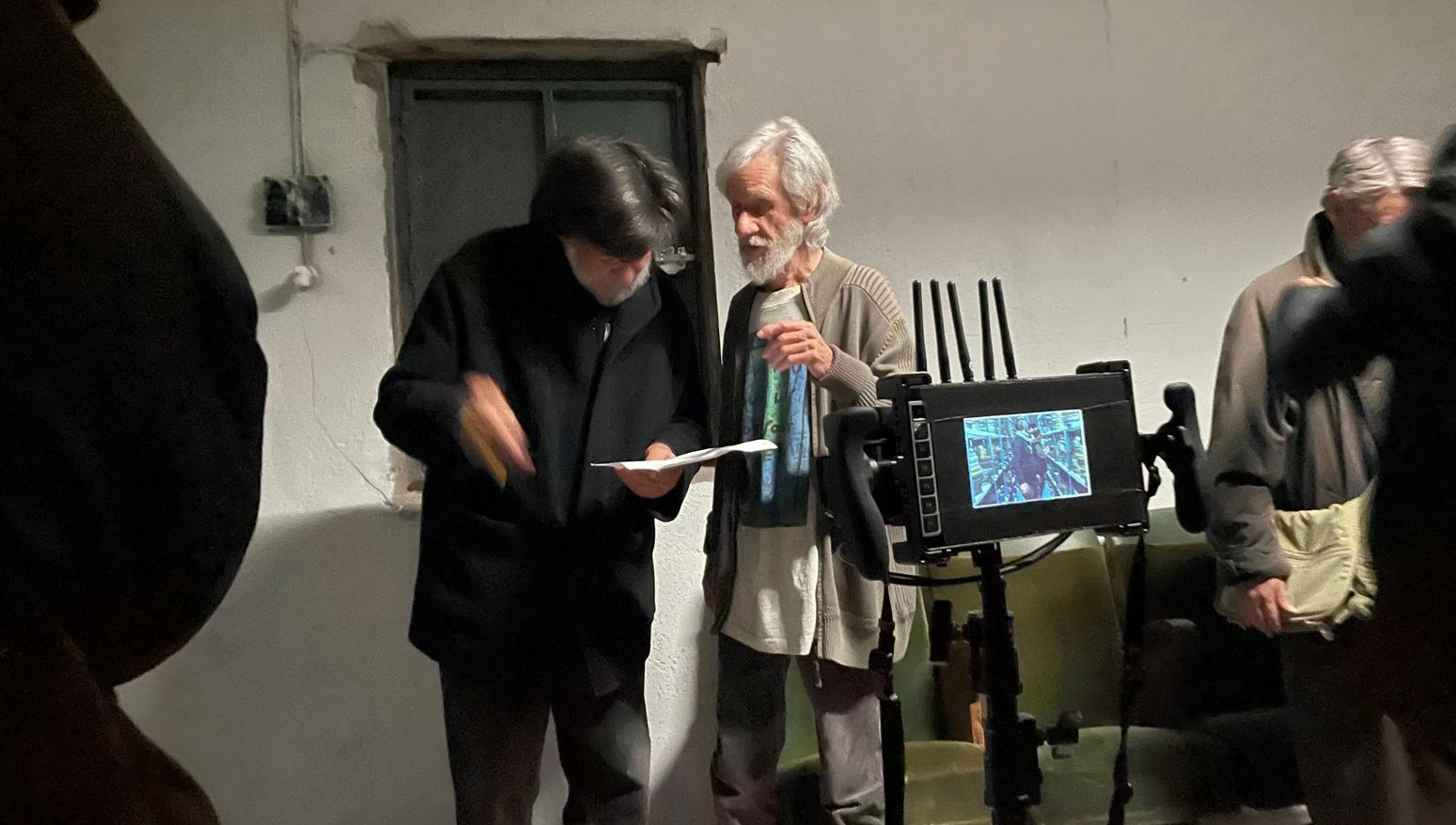
Junto a Víctor Erice, en un momento del rodaje de "Cerrar los ojos".

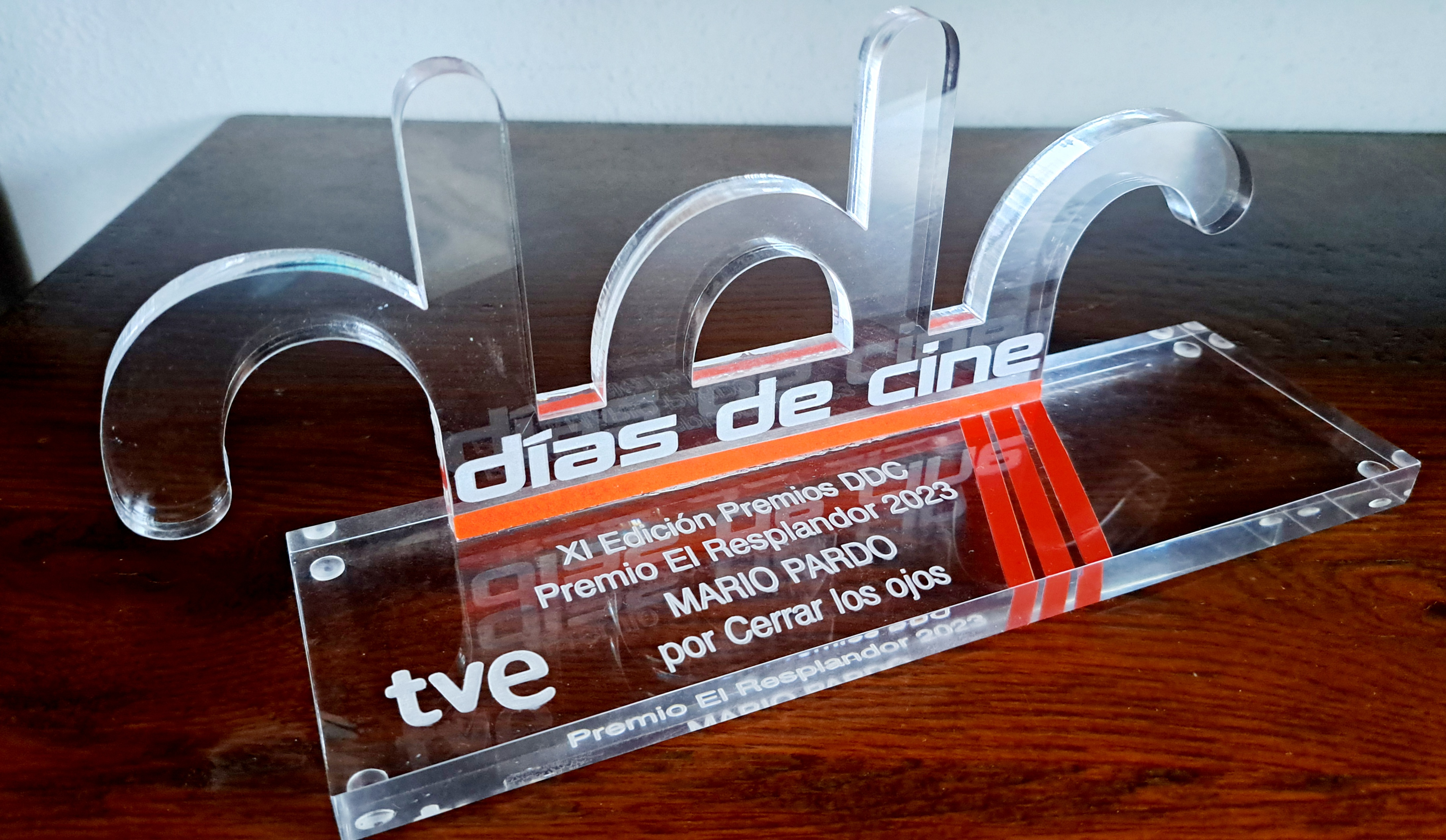
Premio "El resplandor" al mejor actor.

En 2023 participa en la película Cerrar los ojos. El anuncio de dicha producción es muy celebrado, pues supone el regreso de Víctor Erice a la dirección tras 30 años sin rodar un largo convencional. Mario Pardo interpreta a Max, un entrañable personaje que representa un canto a la nostalgia del viejo cine, que custodia muchas películas en fotoquímico (celuloide). 
La química con el director es muy buena, y por su interpretación, el mítico programa Días de cine de RTVE, le concede por unanimidad, el premio El resplandor al mejor actor 2024.
El 28 de octubre del mismo año, recibe otro galardón a toda su trayectoria, por parte de la fundación AISGE. La fundación, gestiona los derechos de propiedad intelectual de los actores, dobladores, bailarines y directores de escena. Mario Pardo es el secretario general de la misma, en la zona correspondiente  a Euskadi.

## Curiosidades
- Su hermano Alfredo, fue un pintor abstracto.
- Ilustra el libro de relatos Sucedió el tiempo, de Concepción R. Matías.Escultura en escayola con movimiento (véase la cuerda). (1993).

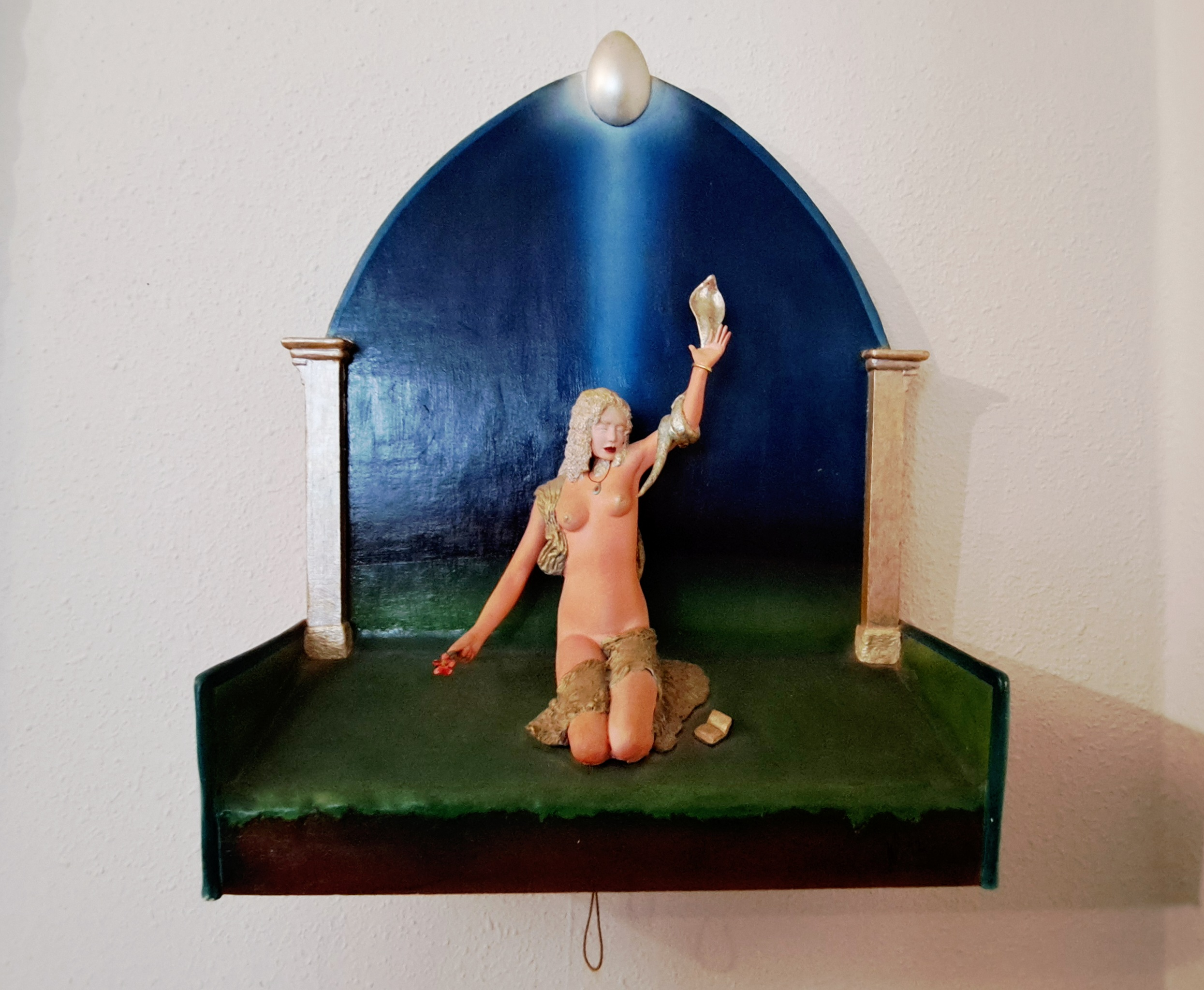
Escultura en escayola con movimiento (véase la cuerda). (1993).

- Durante las décadas de los 80 y 90 se dedica también a realizar esculturas de escayola. Su particularidad, es que poseen movimiento mecanizado a través de cuerdas y poleas. Muchas de ellas eran encargos. Estas habilidades le llevan a ser por primera y única vez, maquetista y artista fx en un cortometraje titulado Overrun.
- Su hijo y él, interpretaron al mismo personaje en épocas distintas, en el episodio 10 de la serie Desaparecidos, de mediaset en 2020.
- Es delegado general de Euskadi de la fundación AISGE.